# Beobachtungsliste des Rare Breeds Survival Trust
Auf der Beobachtungsliste des Rare Breeds Survival Trust werden Rinder-, Schaf-, Schwein, Pferde-, Ziegen- und Geflügelrassen geführt, die zu den alten britischen Rassen zählen. Sie werden vom Rare Breeds Survival Trust in unterschiedliche Kategorien der Gefährdung eingestuft.
Der Rare Breeds Survival Trust unterscheidet bei den Geflügelrassen keine unterschiedlichen Bedrohungsstufen.

## Beobachtete britische Tierrassen

### Hausrind
Unmittelbar bedroht (Critical):
- Aberdeen Angus (Op)
- Chillingham-Rind
- Northern Dairy Shorthorn
- Vaynol
- Whitebred Shorthorn

Potentiell gefährdet (Vulnerable):
- Lincoln Red

Bedroht (At Risk):
- Gloucester
- Shetland
- Irish Moiled

Potentiell bedroht (Minority):
- Hereford-Rind
- White Park

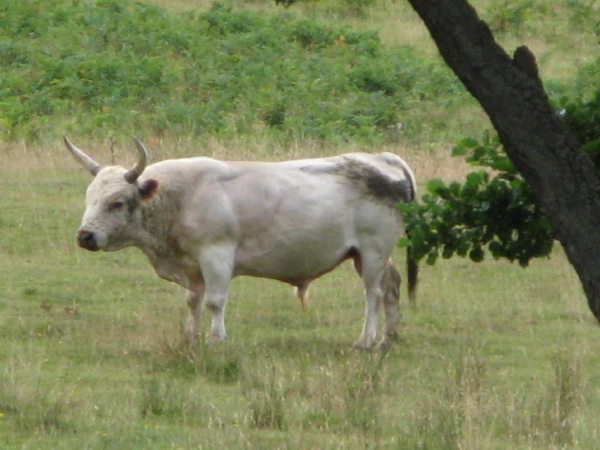
Chillingham-Bulle

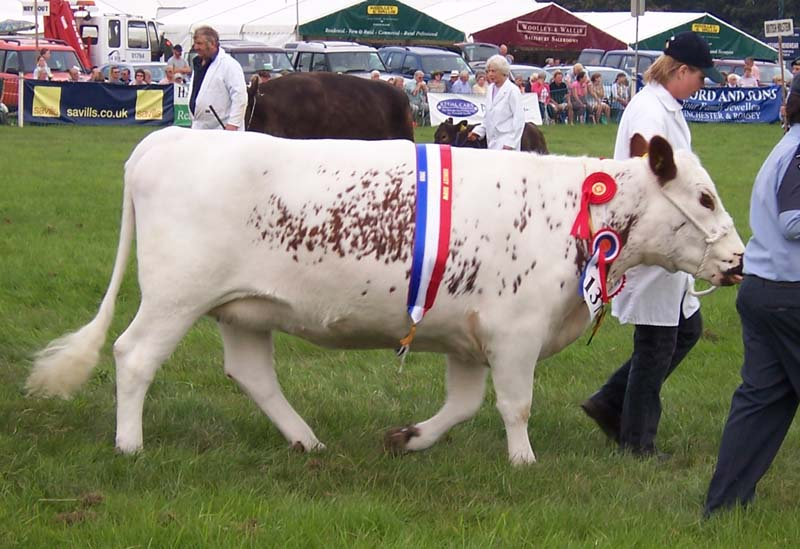
Ein Irish Moiled als Preissieger

Auf der Beobachtungsliste (Other Native Breeds):

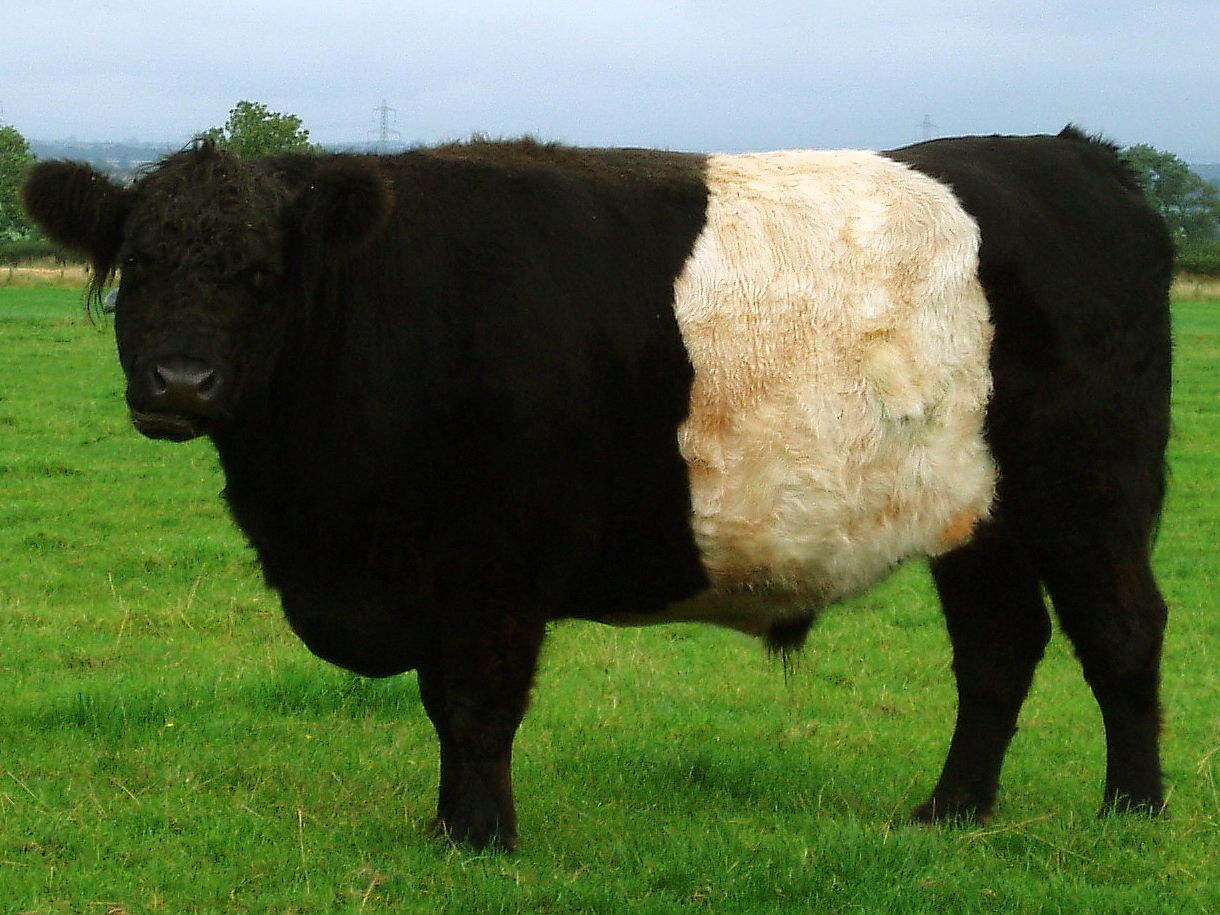
Belted Galloway

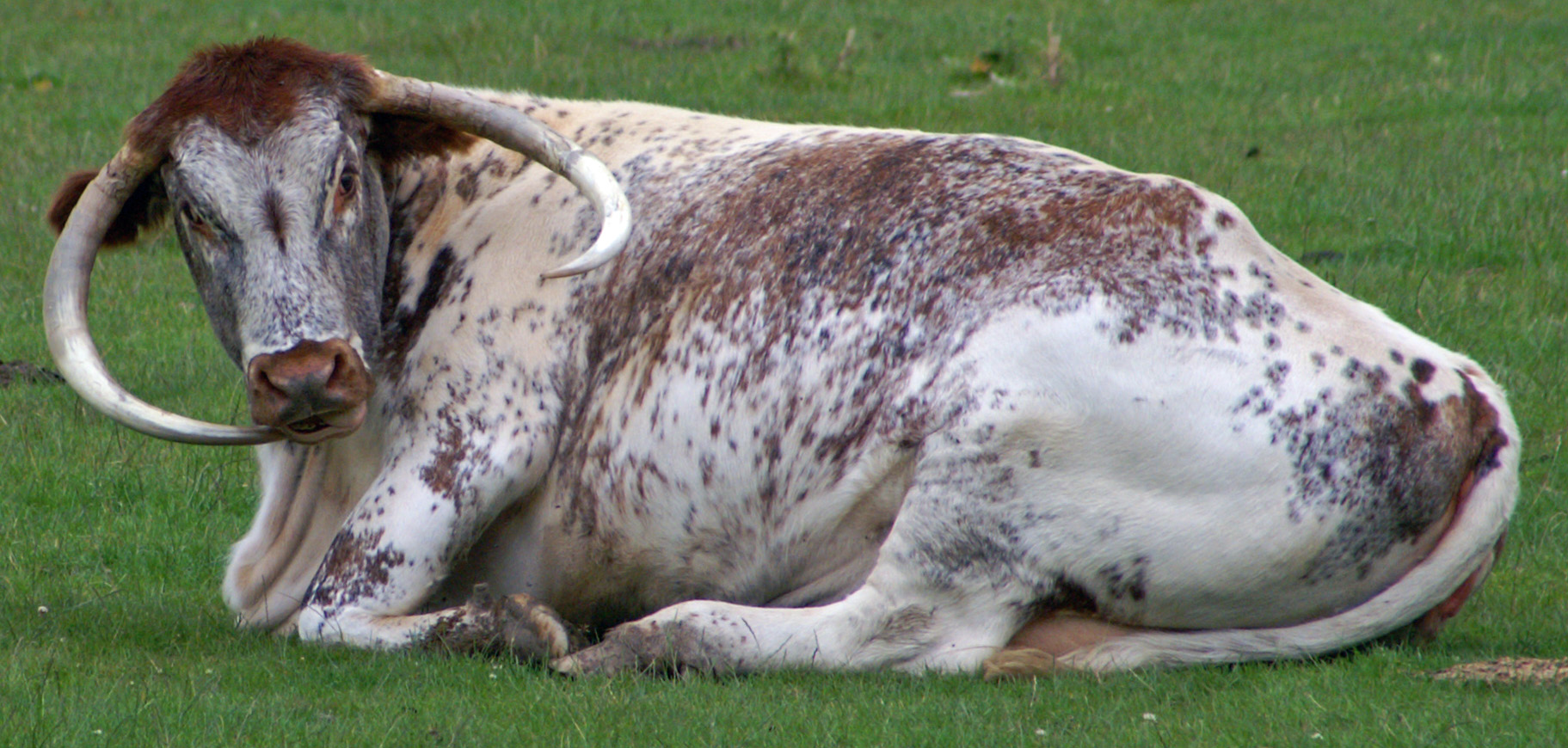
Ein English Longhorn-Rind

- British White
- Ayrshire-Rind
- Beef Shorthorn
- Belted Galloway
- Devon
- Galloway
- Guernsey
- Schottisches Hochlandrind
- Jersey-Rind
- English Longhorn
- Luing
- Red Poll
- Shorthorn
- South Devon
- Sussex
- Welsh Black

### Hausschaf
Unmittelbar bedroht (Critical):
- Boreray

Gefährdet (Endangered):
- Leicester Longwool

Potentiell gefährdet (Vulnerable):
- Castlemilk Moorit
- Devon and Cornwall Longwool
- Hill Radnor
- North Ronaldsay
- Teeswater
- Balwen Welsh Mountain sheep

Bedroht (At Risk):
- Lincolnschaf
- Manx Loaghtan
- Norfolk Horn
- Oxford Down
- Portland
- Soay
- Wensleydale
- Whiteface Dartmoor
- Whitefaced Woodland

Potentiell bedroht (Minority):
- Cotswold-Schaf
- Dorset Down
- Dorset Horn
- Greyface Dartmoor
- Shropshire

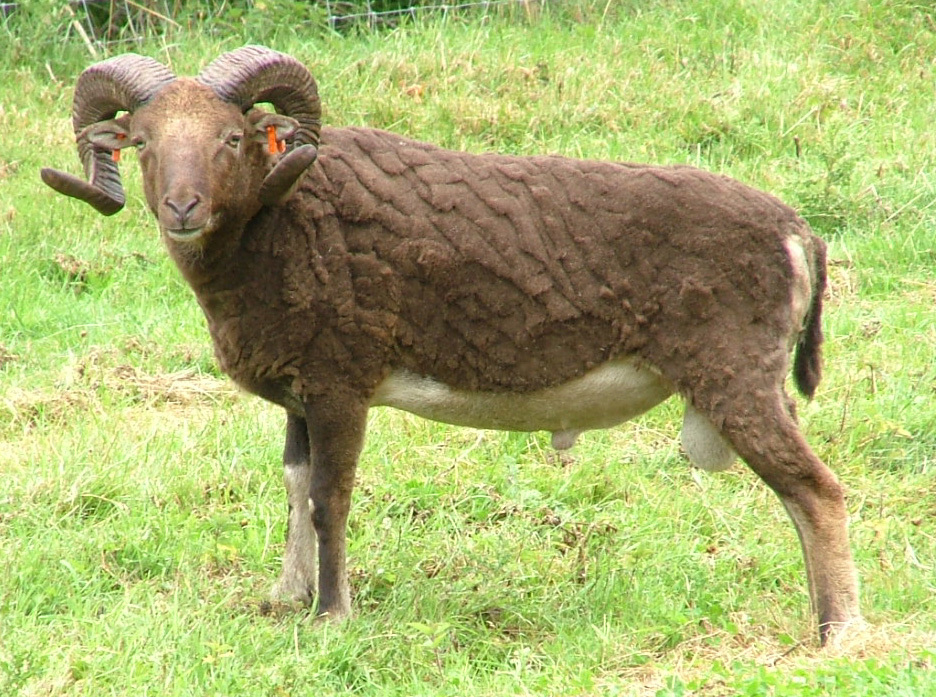
Ein frisch geschorener Bock der Rasse Castlemilk Moorit

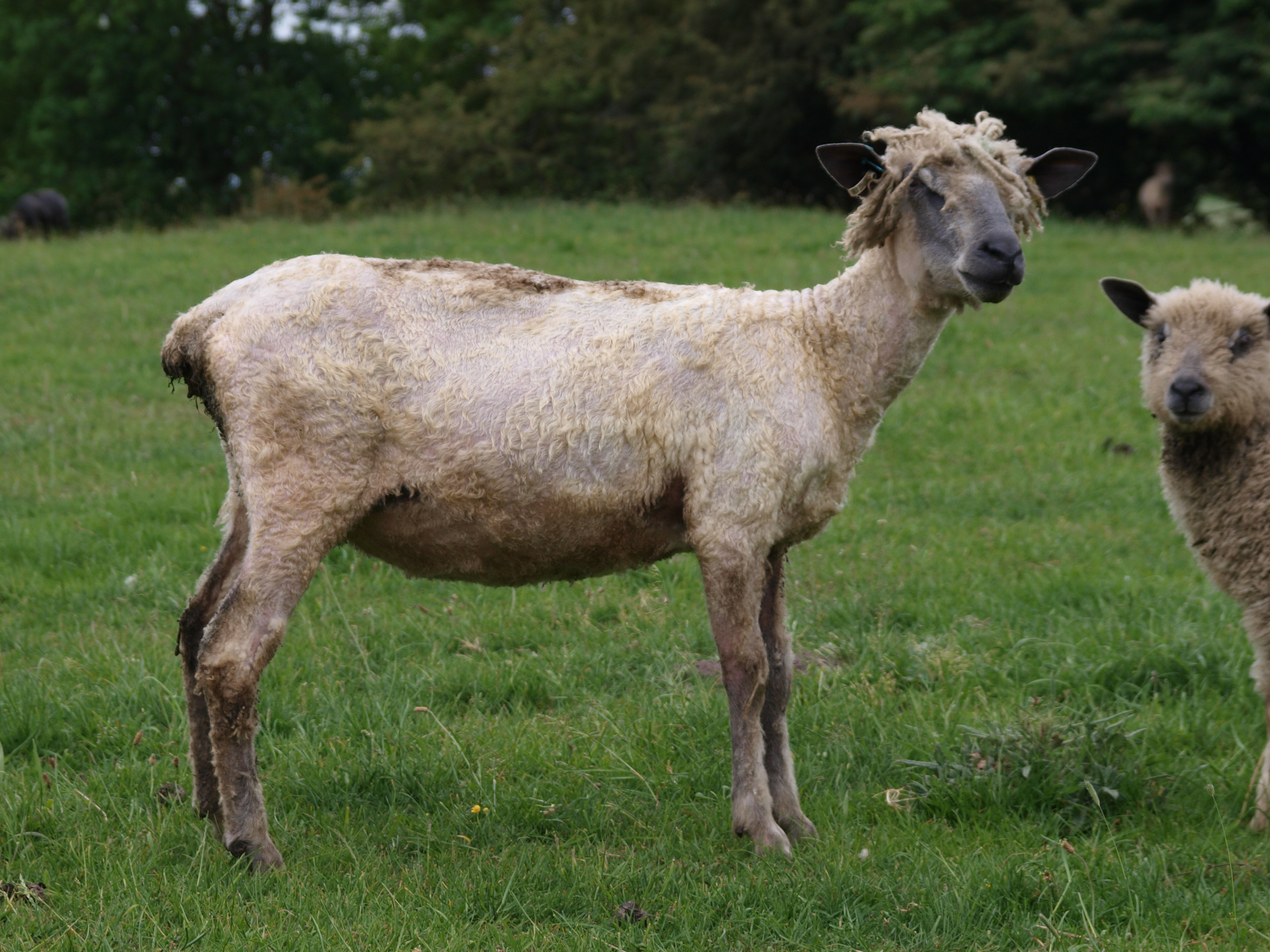
Frisch geschorenes Wensleydale-Schaf

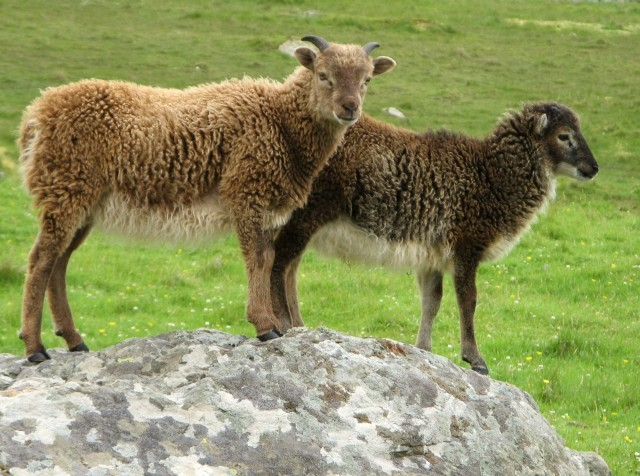
Lämmer der Rasse Soayschaf

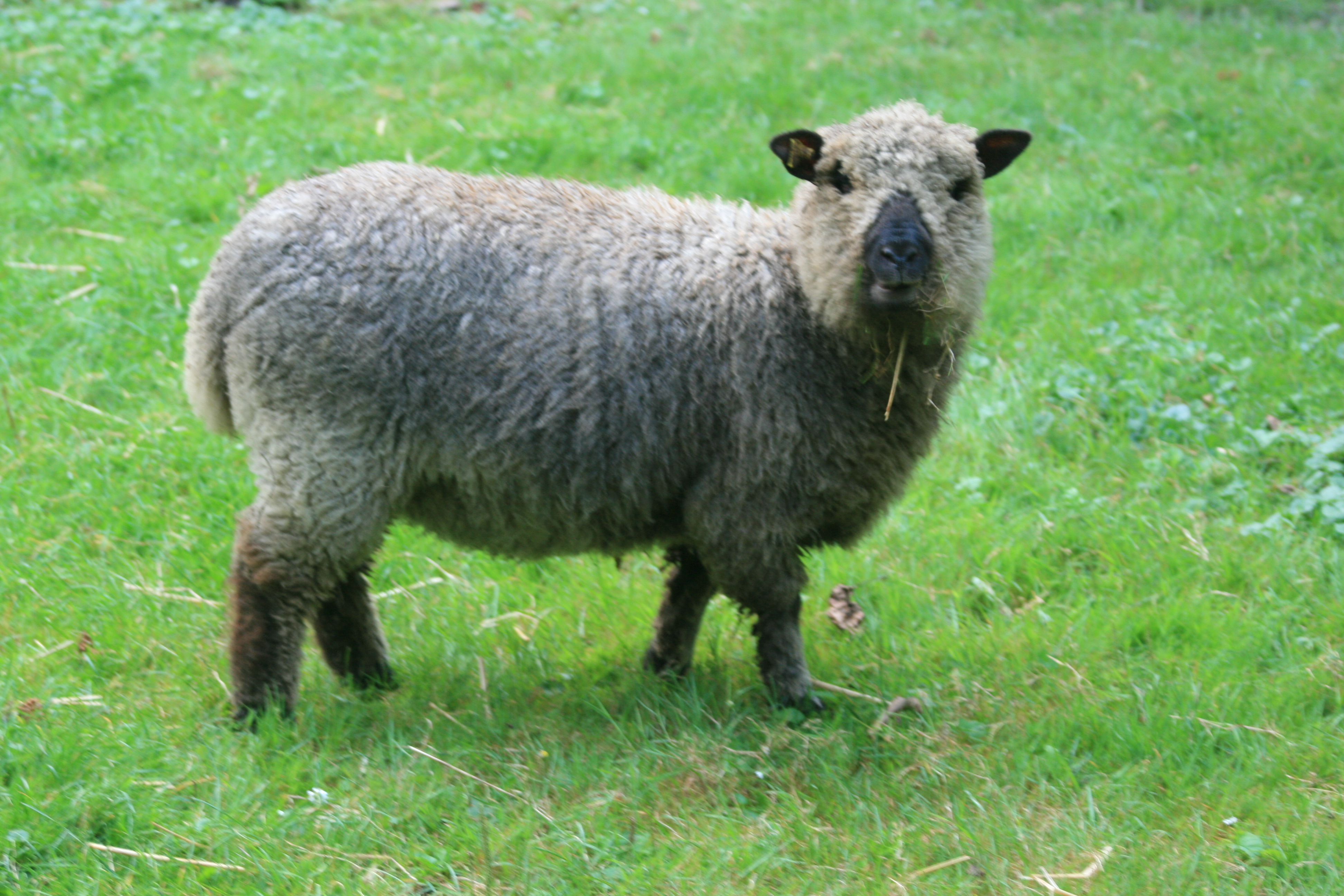
Sechs Monate altes Shropshire-Schaf

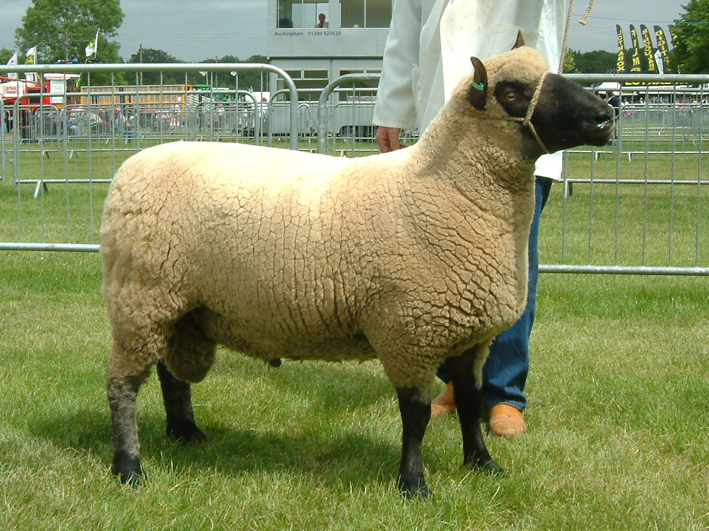
Preisgekrönter Clun-Forest-Bock

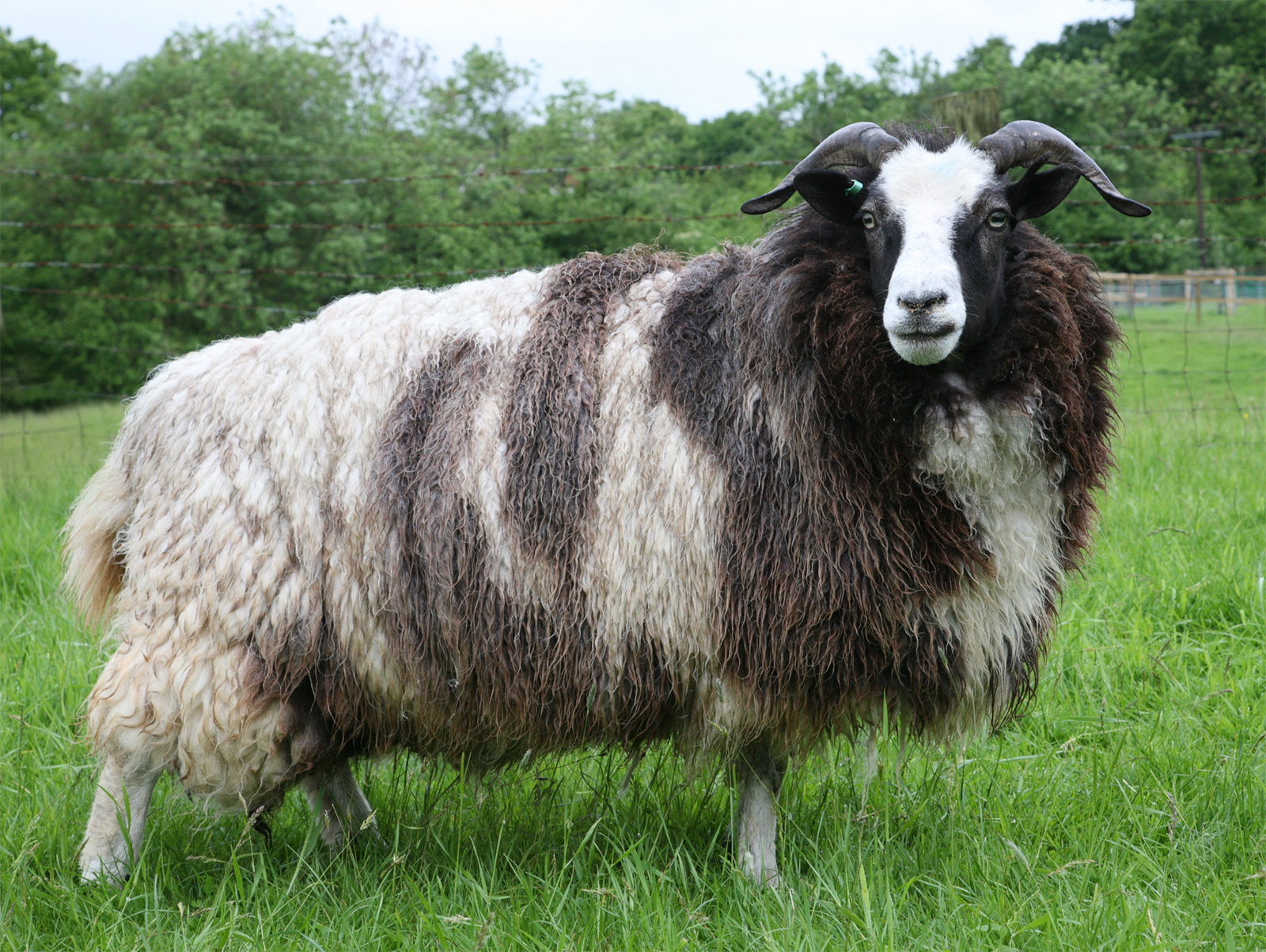
Jacobschaf

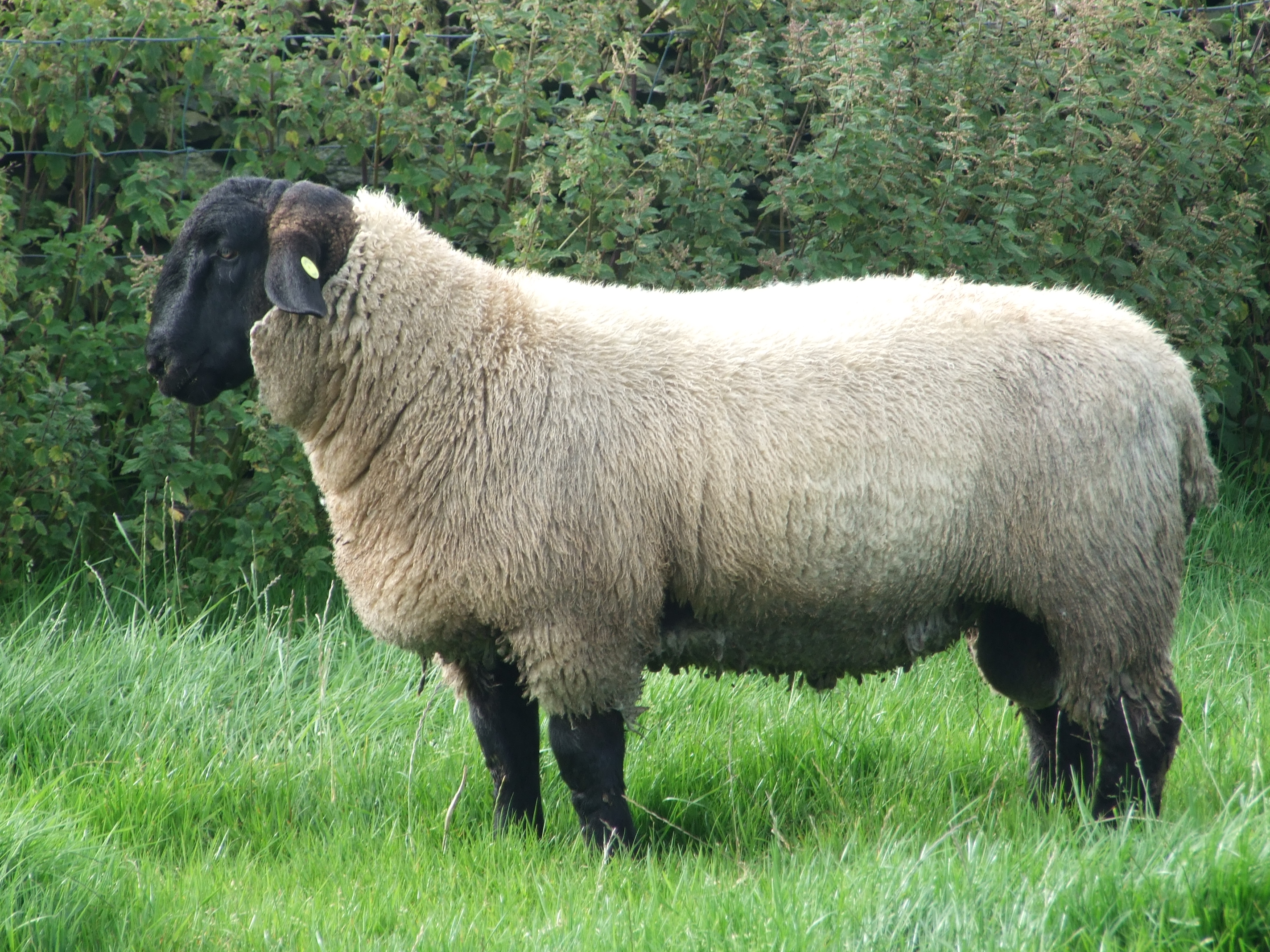
7 Monate altes Suffolk-Schaf

Auf der Beobachtungsliste  (Other Native Breeds):
- Badgerface Welsh
- Beulah
- Black Welsh Mountain
- Scottish Blackface
- Bluefaced Leicester
- Border Leicester
- Brecknock Hill
- Cheviot
- Clun Forest
- Dalesbred
- Derbyshire Gritstone
- Devon Closewool
- Exmoor Horn
- Hampshire Down
- Hebridean
- Herdwick
- Jacob
- Kerry Hill
- Llandovery Whiteface Hill
- Llanwenog
- Lleyn
- Lonk
- North Country Cheviot
- Romney-Schaf
- Rough Fell
- Ryeland
- Shetland
- Southdown
- South Wales Mountain
- Suffolk
- Swaledale
- Welsh Hill Speckled
- Welsh Mountain
- Wiltshire Horn.

### Hausschwein
Gefährdet (Endangered):
- British Lop
- Middle White

Potentiell gefährdet (Vulnerable):
- Berkshire
- Large Black
- Tamworth-Schwein
- Welsh

Bedroht (At Risk):
- British Saddleback

Potentiell bedroht (Minority):
- Gloucestershire Old Spots

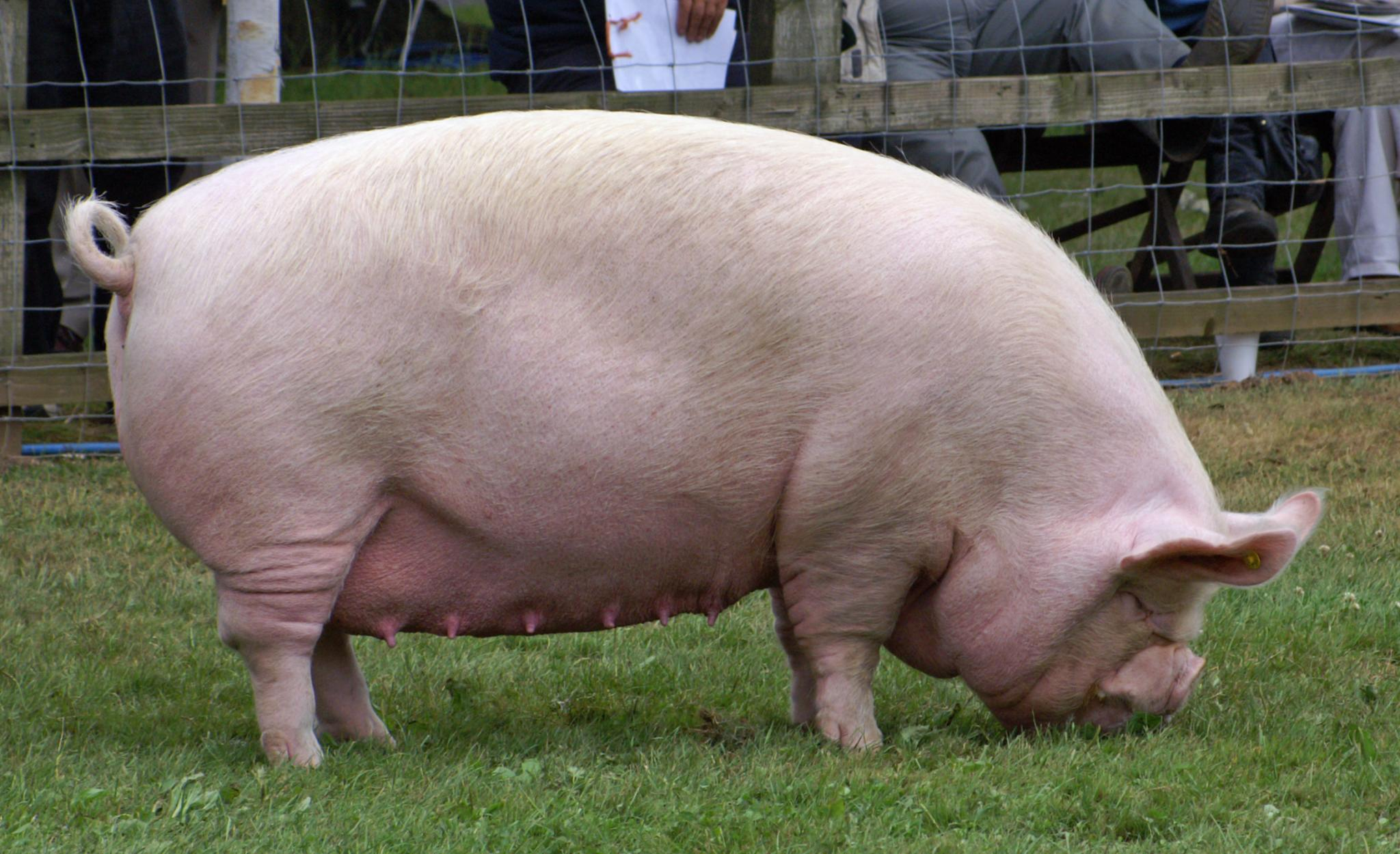
Eine Sau der Rasse Middle White

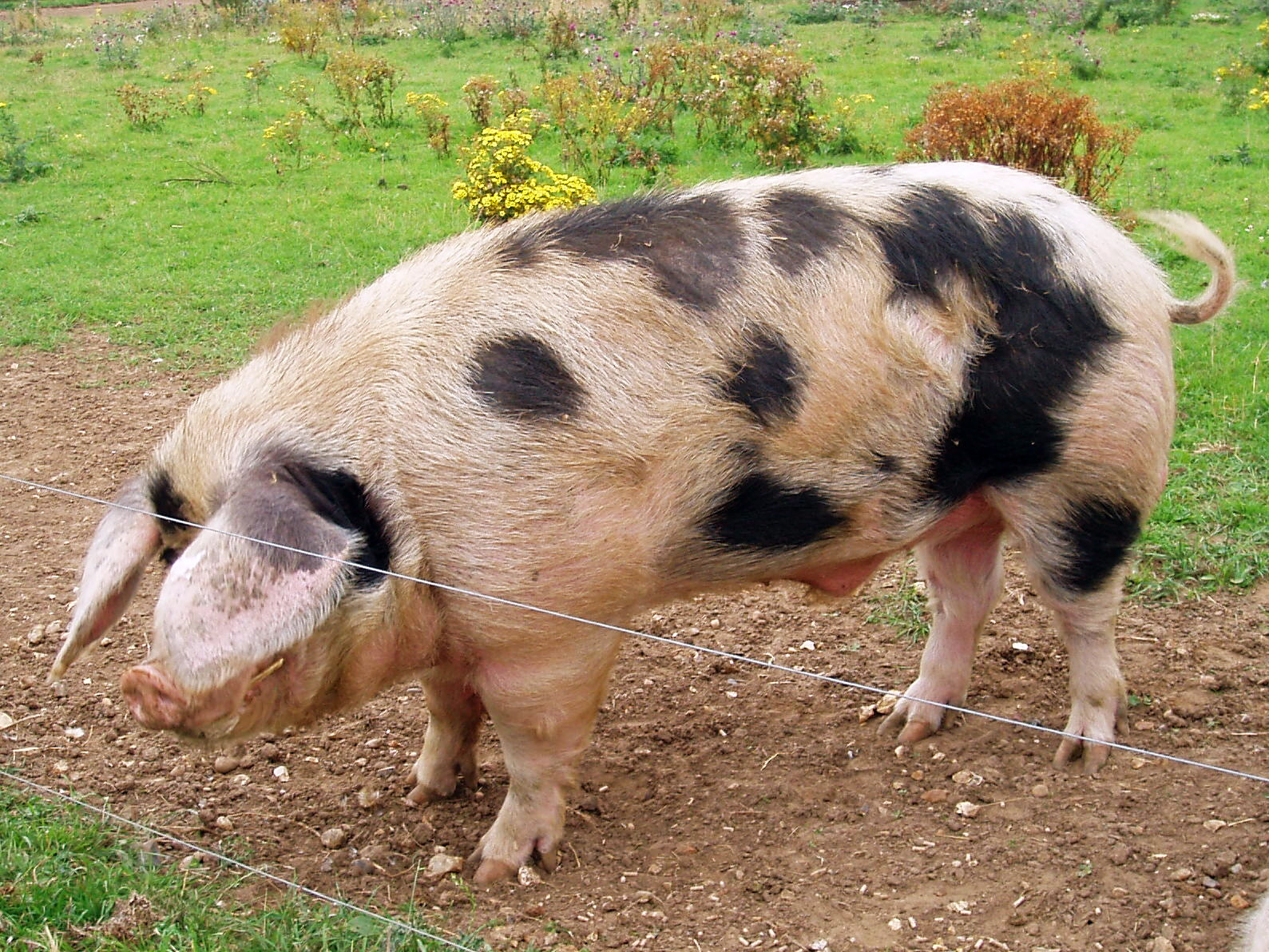
Ein Eber der Rasse Gloucestershire Old Spots

Auf der Beobachtungsliste  (Other Native Breeds):
- Large White.

### Hausziege

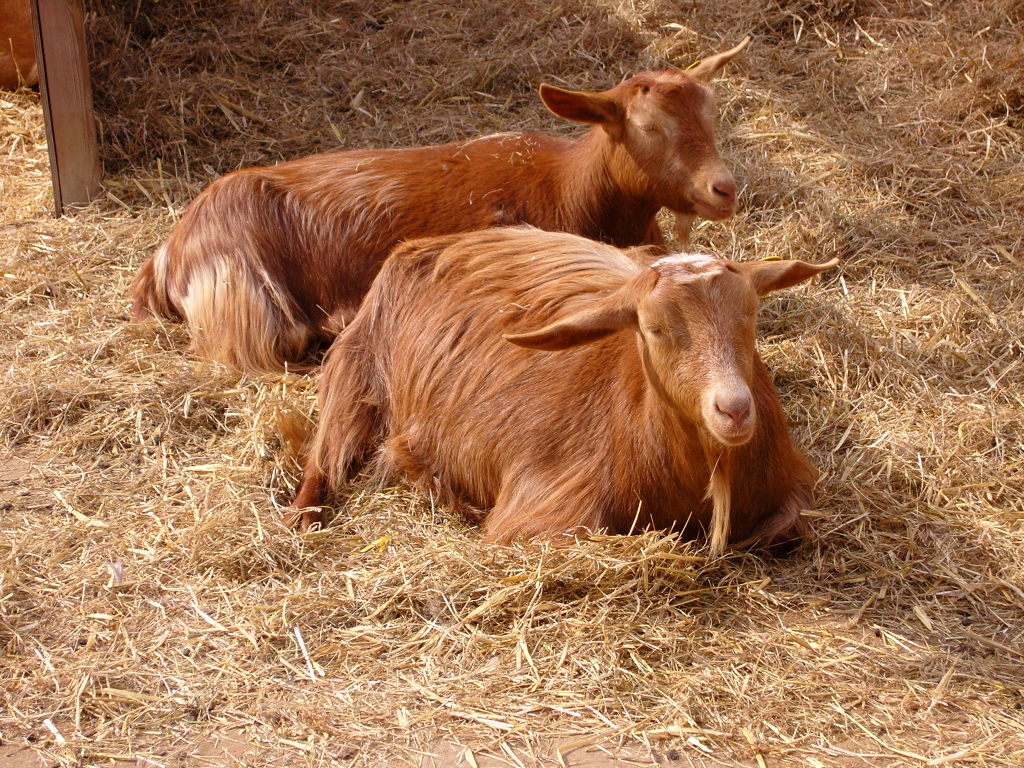
Ziegen der Rassen Golden Guernsey

Gefährdet (Endangered):
- Bagot

Potentiell bedroht (Minority):
- Golden Guernsey

### Hauspferd
Unmittelbar bedroht (Critical):
- Cleveland Bay
- Eriskay Pony
- Suffolk Punch

Gefährdet (Endangered):
- Dales-Pony
- Exmoor-Pony
- Hackney Horse und Hackney Pony

Potentiell gefährdet (Vulnerable):
- Dartmoor-Pony
- Welsh Mountain Pony (Sektion A)
- Semi-Feral Pony

Bedroht (At Risk):
- Clydesdale
- Fell-Pony
- Highland-Pony
- Shire Horse

Potentiell bedroht (Minority):
- New-Forest-Pony

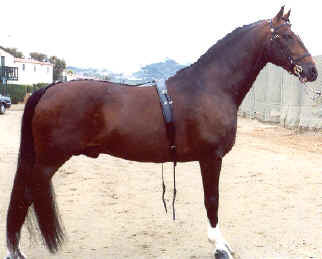
Hackney-Hengst

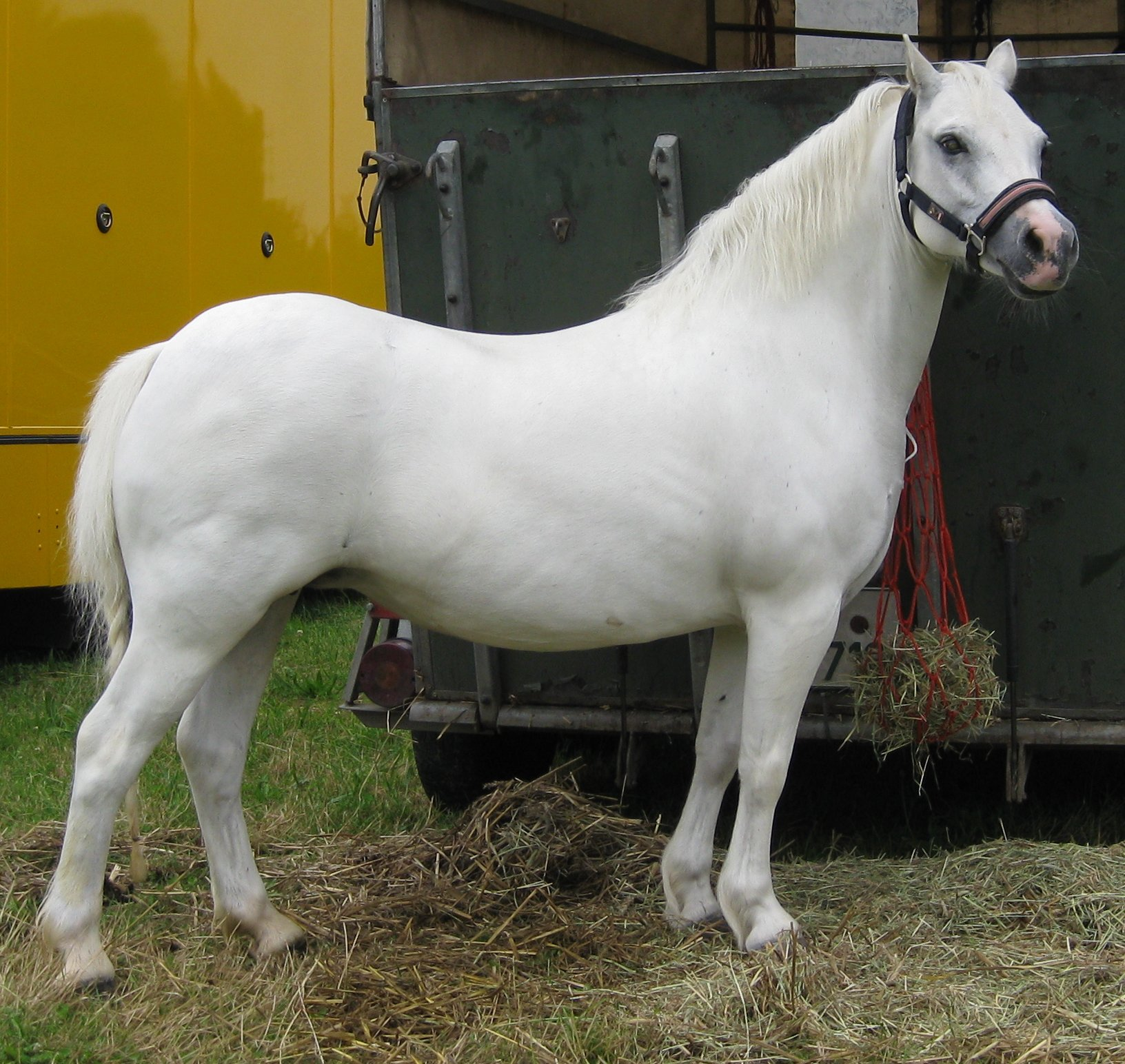
Welsh-Pony-Stute der Sektion A

Auf der Beobachtungsliste  (Other Native Breeds):
- Shetlandpony
- Welsh-Pony
- Welsh-Cob

### Haushuhn
- Altenglischer Kämpfer
- Ancona
- Andalusier
- Australorp

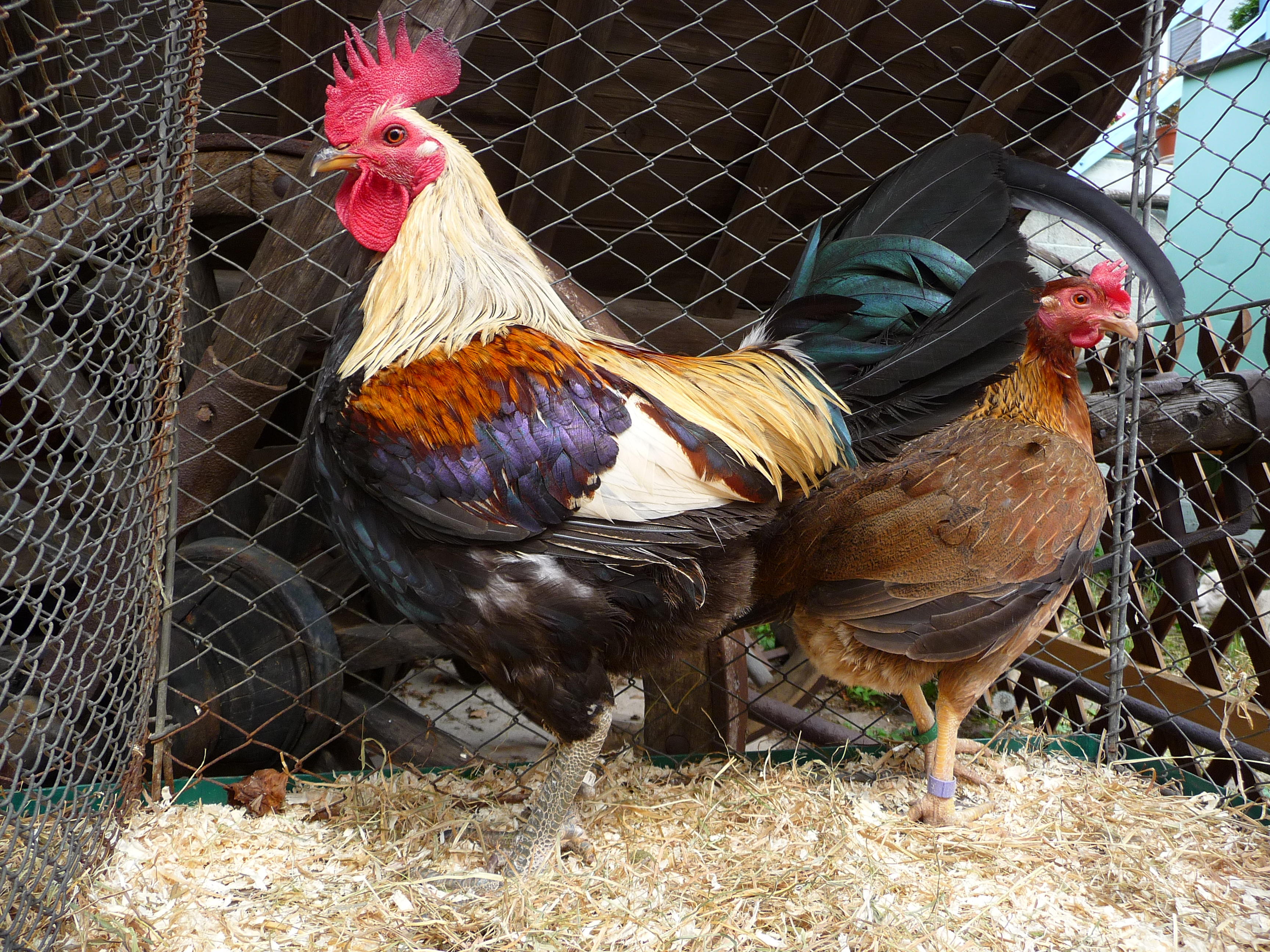
Altenglische Zwergkämpfer

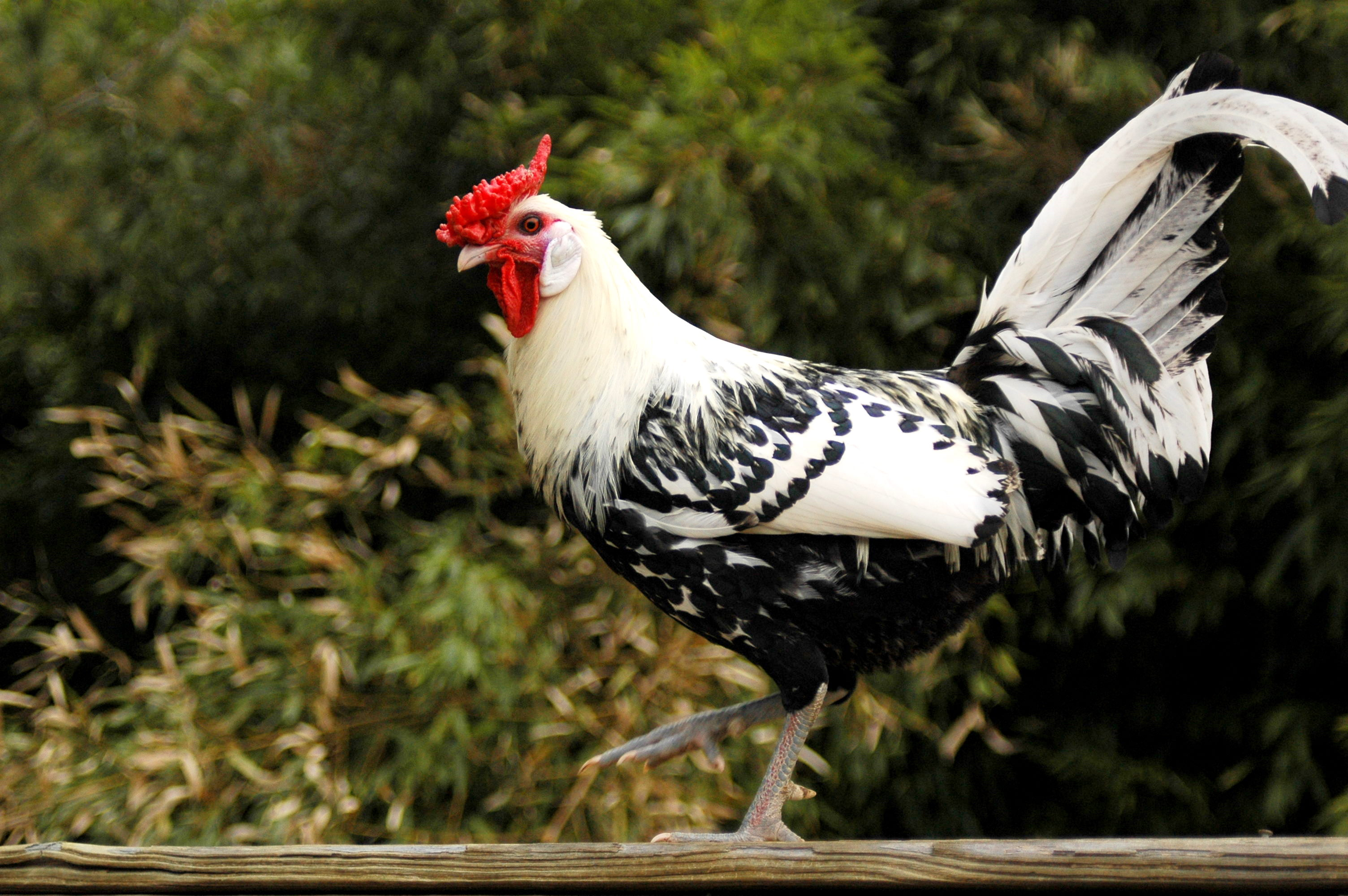
Hamburger Hahn

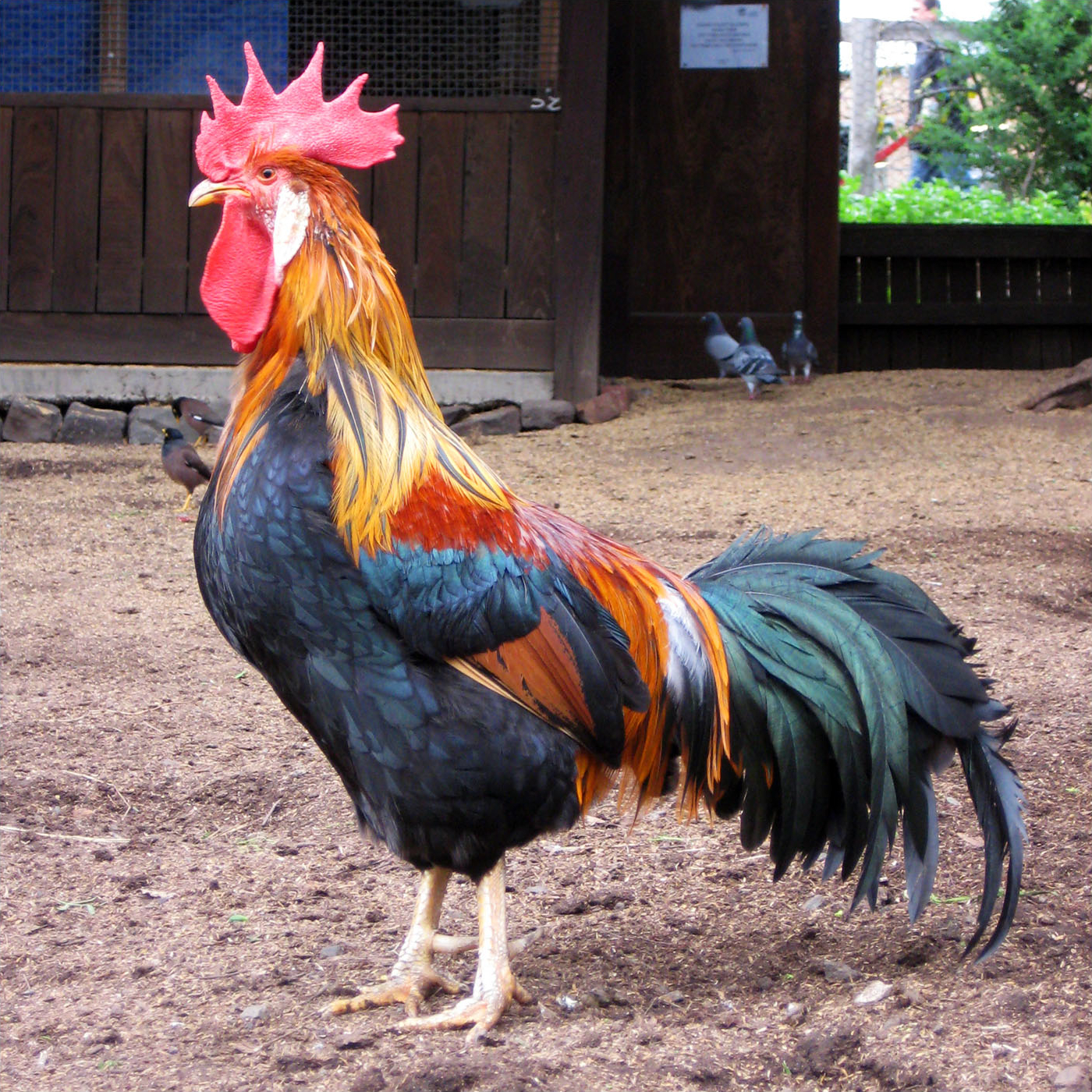
Leghorn

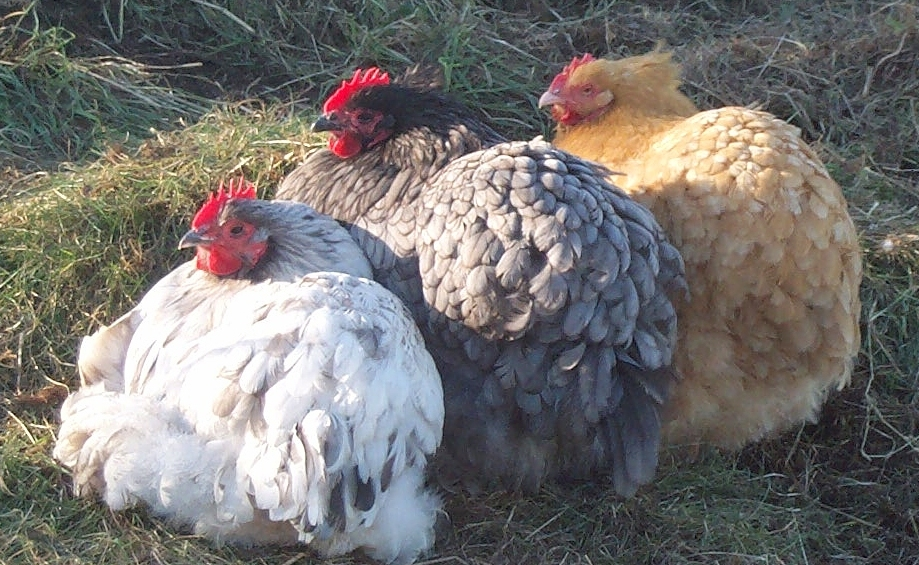
Orpington in weiß, blau und gelb

- Englische Araucanas (siehe auch: Araucana)
- Britische Faverolles
- Brussbar
- Burmese
- Campine
- Cochin
- Croad-Langschan
- Dorking
- Hamburger
- Indischer Kämpfer
- Ixworth
- Legbar, gelbsperber
- Legbar, kennsperber und silberkennfarbig
- Leghorn
- Malay
- Marsh Daisy
- Minorka
- Modern Game
- Modern Langshan
- Nankin
- Norfolk Grey
- North Holland Blue
- Old English Pheasant Fowl
- Orpington, gelb
- Orpington (nicht gelb gefiedert)
- Redcaps, gold-schwarzgetupft
- Rhodebar
- Rosecomb
- Rumpless Game
- Scots Dumpy
- Scots Grey
- Sebright
- Sicilian Buttercup
- Spanish
- Sultan
- Sussex
- Welbar

### Hausente

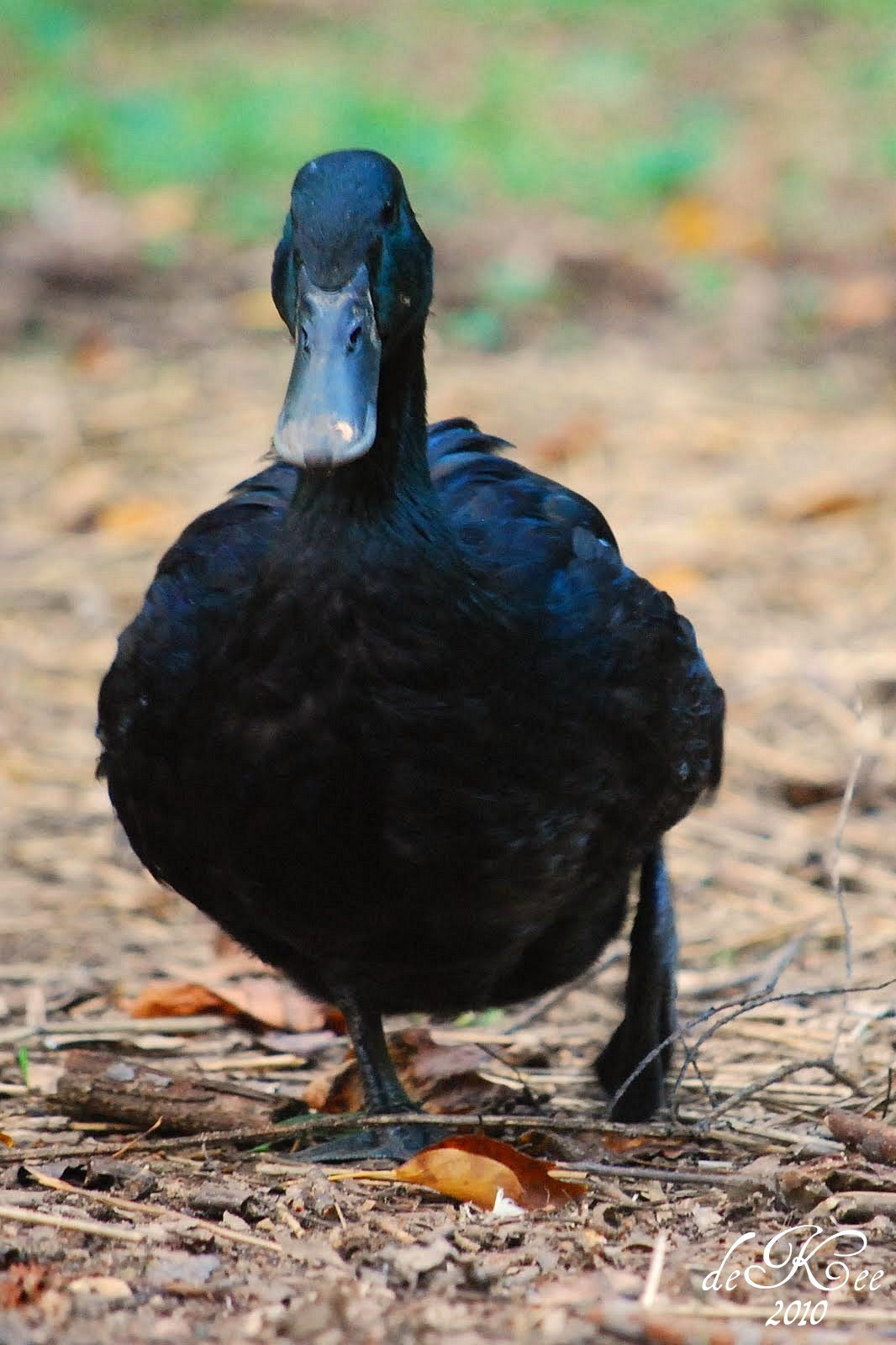
Cayugaente

- Abacot Ranger
- Aylesbury
- Black East Indian
- Campbell
- Cayuga
- Crested
- Magpie
- Orpington
- Rouen (Showtyp)
- Shetland
- Silver Appleyard
- Silver Bantam
- Stanbridge White
- Welsh Harlequin

### Hausgans
- Brecon Buff

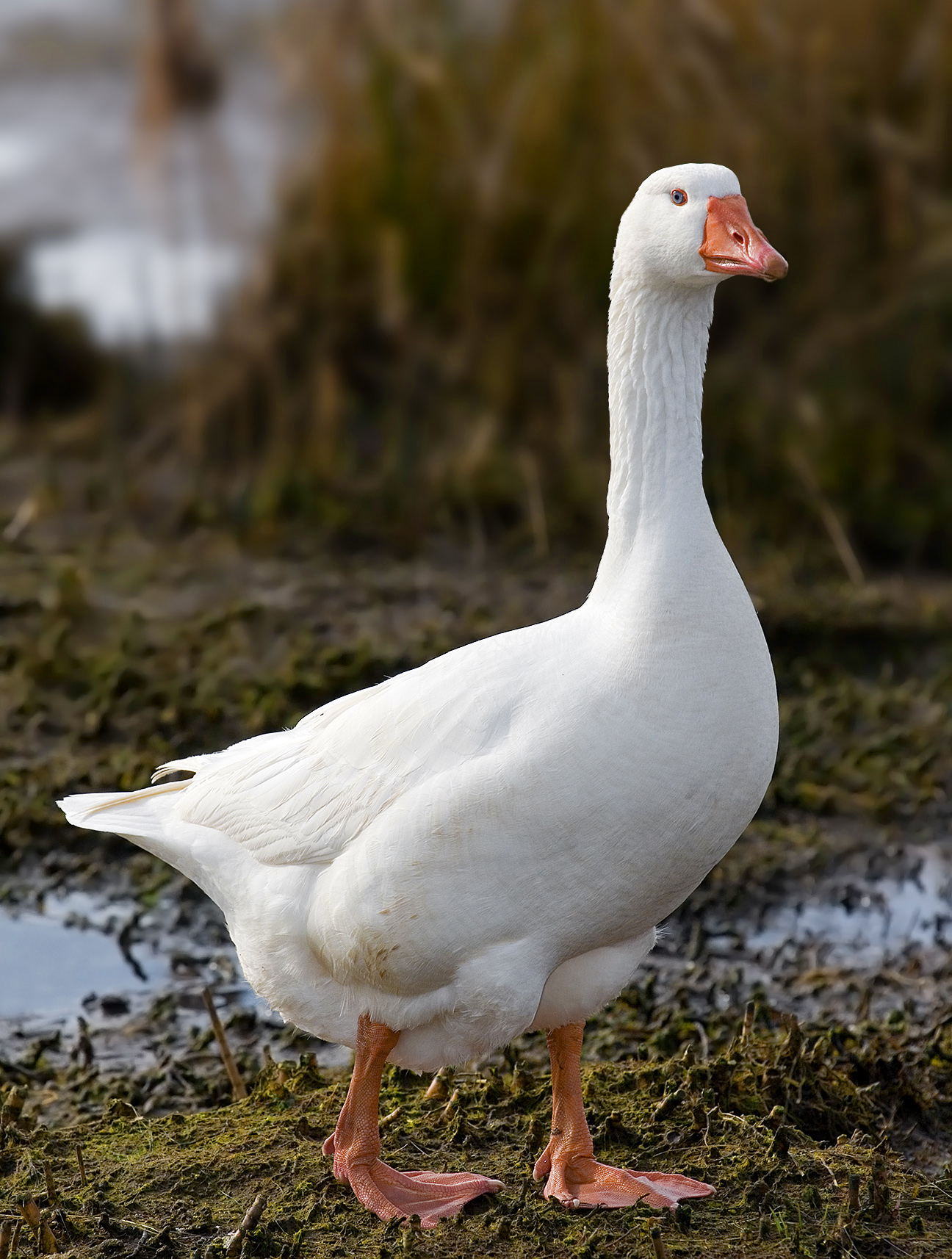
Emder Gans

- Buff Back (Englische Sattelrückengans, Farbschlag gelb-gescheckt)
- Emdener Gans (britischer Zuchtstandard)
- Grey Back (Englische Sattelrückengans, Farbschlag grau-gescheckt)
- Pilgrim
- Sebastopol
- Shetlandgans
- Toulouser Gans (Ausstellungsstandard)
- West of England

### Pute

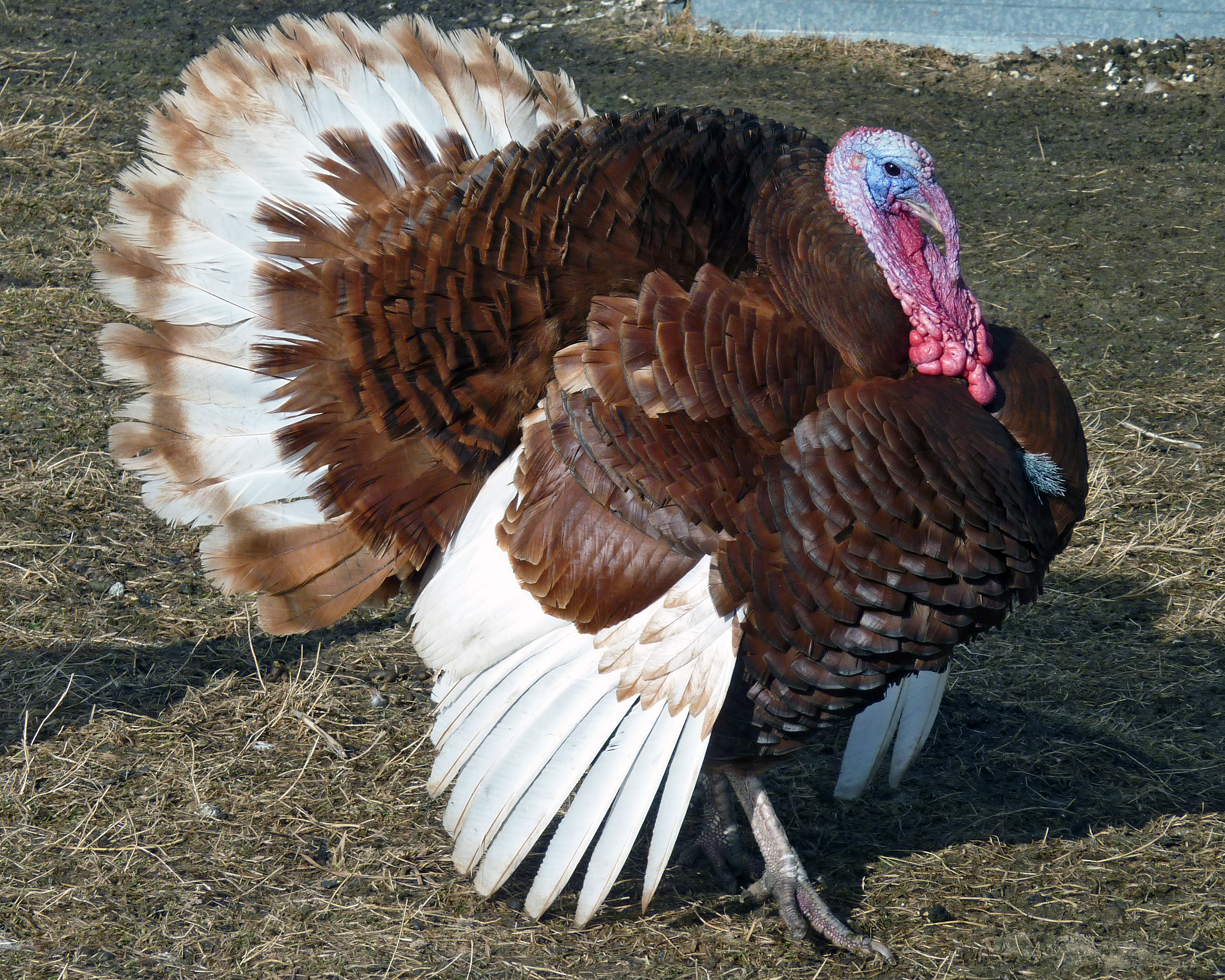
Bourbon Pute

- Blue
- Bourbon red
- British White
- Bronze
- Buff
- Narragansett
- Nebraskan
- Norfolk Black
- Pied/Cröllwitzer
- Slate